# Synagoge (Telč)
Koordinaten: 49° 11′ 0,3″ N, 15° 27′ 20,3″ O

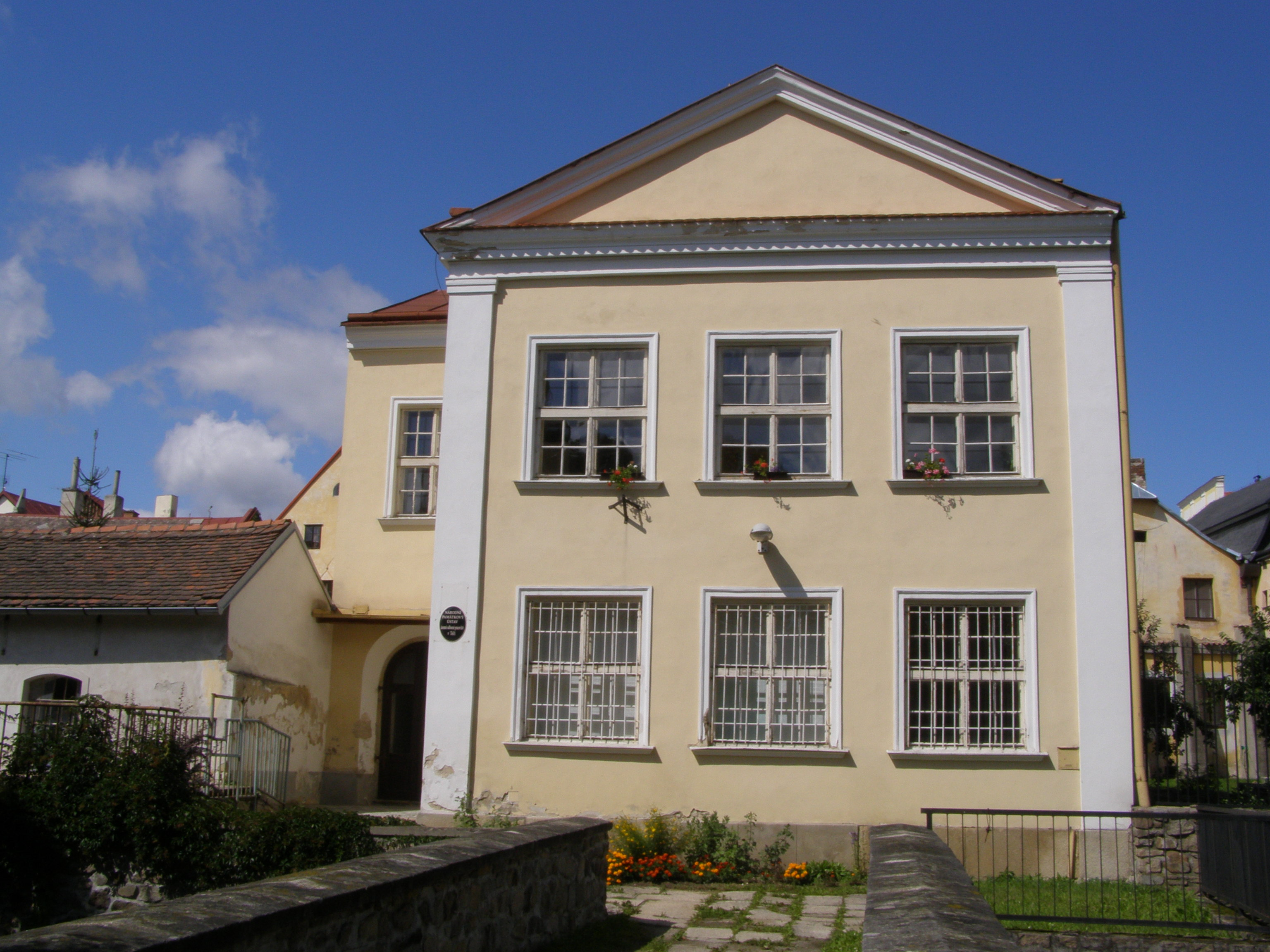
Ehemalige Synagoge in Telč

Die Synagoge in Telč (deutsch Teltsch), einer Stadt im Okres Jihlava der Region Vysočina (Tschechien), wurde vom Baumeister Karel Wagner aus Iglau 1904 errichtet. Die profanierte Synagoge wurde zu einem Wohnhaus umgebaut.